# Csillagászati évkönyv
A csillagászati évkönyvek tartalmazzák az adott év csillagászati eseményeit, az égitestek helyzetét táblázatos, ritkábban grafikus formában. Emellett gyakran cikkeket is közölnek a csillagászat legfrissebb eredményeiről. A hazai csillagászati évkönyvek nagy múltra tekintenek vissza. A naptárak, csillagászati táblázatok az adott évre szóló kalendáriumokban, almanachokban már a 17. századtól kezdve helyet kaptak. A részletes csillagászati adatokkal tartalmazó táblázatok először a Magyar Tudós Társaság Névkönyvében jelentek meg, Nagy Károly szerkesztésében, az 1838-astól az 1843-as évekre. Később az Akadémiai Almanach közölt csillagászati naptárat az Akadémiára vonatkozó adatok mellett 1863-tól 1918-ig.
Az első, csak csillagászati adatokat, cikkeket tartalmazó évkönyv a Stella Csillagászati Egyesület 1925-ben indult Stella Almanachja volt. Ezt követően a K. M. Természettudományi Társulat évkönyve szolgált csillagászati évkönyv gyanánt, bár számos nem csillagászati cikk is helyet kapott benne. A második világháború eseményei miatt 1945-ben és 1946-ban nem jelent meg az évkönyv. 1947–1949 között a Magyar Csillagászati Egyesület adta ki az évkönyvet (a papírhiány miatt füzet formájában) Csillagok Világa Évkönyve címmel. 1950-ben egy igen vékony füzet jelent meg Csillagászati Értesítő címmel A4-es méretben, 1951-ben pedig szovjet mintára, szintén A4-es formátumban, szovjet csillagászati eredményekkel jelent meg a Csillagászati Évkönyv, ismét a Magyar Természettudományi Társulat gondozásában.
A mai csillagászati évkönyv felépítésben és formátumban az 1952-es évkönyvhöz vezethető vissza. Attól az évtől kezdve az évkönyvet kiadta a Művelt Nép Kiadó, a Tudományos Ismeretterjesztő Társulat és a Gondolat is. Az 1988-as Csillagászati évkönyv már csak egyetlen beszámolót tartalmazott a csillagászat legújabb eredményeiről. 1989-ben a TIT Uránia Bemutató Csillagvizsgáló adott ki csillagászati adatokat tartalmazó füzetet. A szerkesztők 1990-ben a Meteor Évkönyv 1990-et már a Magyar Csillagászati Egyesület gondozásában adták ki. 1991-től a Gondolat már nem adott ki csillagászati évkönyvet. Ettől kezdve a kor igényeit követve, a Magyar Csillagászati Egyesület adja ki az évkönyvet Meteor Csillagászati Évkönyv címmel. A 2008-as évre szóló évkönyv volt az első, amiből a csillagászati táblázatok eltűntek - egy kibővített kalendárium kivételével. A változást az informatika fejlődése tette lehetővé - a csillagászati adatokat manapság már nem nyomtatott táblázatokból szerzik be a felhasználók. Az MCsE honlapján jelenségnaptárat találnak az érdeklődők, a planetáriumprogramok grafikusan megmutatják az égitestek helyét (esetenként táblázatos formában ki is nyomtatható az információ), az amatőrök számára is hozzáférhető távcsővezérlések kiváltják az évkönyvek által korábban közölt táblázatokat.

## Magyar csillagászati évkönyvek időrendben

### Magyar Tudós Társaság
| Címlap | Cím                               | Kiadó                 | Szerkesztő  |
| ------ | --------------------------------- | --------------------- | ----------- |
|        | M. Tudós Társasági Névkönyv, 1838 | Magyar Tudós Társaság | Nagy Károly |
|        | M. Tudós Társasági Névkönyv, 1839 | Magyar Tudós Társaság | Nagy Károly |
|        | M. Tudós Társasági Névkönyv, 1840 | Magyar Tudós Társaság | Nagy Károly |
|        | M. Tudós Társasági Névkönyv, 1841 | Magyar Tudós Társaság | Nagy Károly |
|        | M. Tudós Társasági Névkönyv, 1842 | Magyar Tudós Társaság | Nagy Károly |
|        | M. Tudós Társasági Névkönyv, 1843 | Magyar Tudós Társaság | Nagy Károly |

### Magyar Tudományos Akadémia
| Címlap | Cím                      | Kiadó                      | Szerkesztő     |
| ------ | ------------------------ | -------------------------- | -------------- |
|        | Akademiai Almanach, 1863 | Magyar Tudományos Akadémia | Kondor Gusztáv |
|        | Akademiai Almanach, 1864 | Magyar Tudományos Akadémia | Kondor Gusztáv |
|        | Akademiai Almanach, 1865 | Magyar Tudományos Akadémia | Kondor Gusztáv |
|        | Akademiai Almanach, 1866 | Magyar Tudományos Akadémia | Kondor Gusztáv |
|        | Akademiai Almanach, 1867 | Magyar Tudományos Akadémia | Kondor Gusztáv |
|        | Akademiai Almanach, 1868 | Magyar Tudományos Akadémia | Kondor Gusztáv |
|        | Akademiai Almanach, 1869 | Magyar Tudományos Akadémia | Kondor Gusztáv |
|        | Akademiai Almanach, 1870 | Magyar Tudományos Akadémia | Kondor Gusztáv |
|        | Akademiai Almanach, 1871 | Magyar Tudományos Akadémia | Kondor Gusztáv |
|        | Akademiai Almanach, 1872 | Magyar Tudományos Akadémia | Kondor Gusztáv |
|        | Akademiai Almanach, 1873 | Magyar Tudományos Akadémia | Kondor Gusztáv |
|        | Akademiai Almanach, 1874 | Magyar Tudományos Akadémia | Kondor Gusztáv |
|        | Akademiai Almanach, 1875 | Magyar Tudományos Akadémia | Kondor Gusztáv |
|        | Akademiai Almanach, 1876 | Magyar Tudományos Akadémia | Kondor Gusztáv |
|        | Akademiai Almanach, 1877 | Magyar Tudományos Akadémia | Kondor Gusztáv |
|        | Akademiai Almanach, 1878 | Magyar Tudományos Akadémia | Kondor Gusztáv |
|        | Akademiai Almanach, 1879 | Magyar Tudományos Akadémia | Kondor Gusztáv |
|        | Akademiai Almanach, 1880 | Magyar Tudományos Akadémia | Kondor Gusztáv |
|        | Akademiai Almanach, 1881 | Magyar Tudományos Akadémia |                |
|        | Akademiai Almanach, 1882 | Magyar Tudományos Akadémia |                |
|        | Akademiai Almanach, 1883 | Magyar Tudományos Akadémia |                |
|        | Akademiai Almanach, 1884 | Magyar Tudományos Akadémia |                |
|        | Akademiai Almanach, 1885 | Magyar Tudományos Akadémia |                |
|        | Akademiai Almanach, 1886 | Magyar Tudományos Akadémia |                |
|        | Akademiai Almanach, 1887 | Magyar Tudományos Akadémia |                |
|        | Akademiai Almanach, 1888 | Magyar Tudományos Akadémia |                |
|        | Akademiai Almanach, 1889 | Magyar Tudományos Akadémia |                |
|        | Akademiai Almanach, 1890 | Magyar Tudományos Akadémia |                |
|        | Akademiai Almanach, 1891 | Magyar Tudományos Akadémia |                |
|        | Akademiai Almanach, 1892 | Magyar Tudományos Akadémia |                |
|        | Akademiai Almanach, 1893 | Magyar Tudományos Akadémia |                |
|        | Akademiai Almanach, 1894 | Magyar Tudományos Akadémia |                |
|        | Akademiai Almanach, 1895 | Magyar Tudományos Akadémia |                |
|        | Akademiai Almanach, 1896 | Magyar Tudományos Akadémia |                |
|        | Akademiai Almanach, 1897 | Magyar Tudományos Akadémia |                |
|        | Akademiai Almanach, 1898 | Magyar Tudományos Akadémia |                |
|        | Akademiai Almanach, 1899 | Magyar Tudományos Akadémia |                |
|        | Akademiai Almanach, 1900 | Magyar Tudományos Akadémia |                |
|        | Akademiai Almanach, 1901 | Magyar Tudományos Akadémia |                |
|        | Akademiai Almanach, 1902 | Magyar Tudományos Akadémia |                |
|        | Akademiai Almanach, 1903 | Magyar Tudományos Akadémia |                |
|        | Akademiai Almanach, 1904 | Magyar Tudományos Akadémia |                |
|        | Akademiai Almanach, 1905 | Magyar Tudományos Akadémia |                |
|        | Akademiai Almanach, 1906 | Magyar Tudományos Akadémia |                |
|        | Akademiai Almanach, 1907 | Magyar Tudományos Akadémia |                |
|        | Akademiai Almanach, 1908 | Magyar Tudományos Akadémia |                |
|        | Akademiai Almanach, 1909 | Magyar Tudományos Akadémia |                |
|        | Akademiai Almanach, 1910 | Magyar Tudományos Akadémia |                |
|        | Akademiai Almanach, 1911 | Magyar Tudományos Akadémia |                |
|        | Akademiai Almanach, 1912 | Magyar Tudományos Akadémia |                |
|        | Akademiai Almanach, 1913 | Magyar Tudományos Akadémia |                |
|        | Akademiai Almanach, 1914 | Magyar Tudományos Akadémia |                |
|        | Akademiai Almanach, 1915 | Magyar Tudományos Akadémia |                |
|        | Akademiai Almanach, 1916 | Magyar Tudományos Akadémia |                |
|        | Akademiai Almanach, 1917 | Magyar Tudományos Akadémia |                |
|        | Akademiai Almanach, 1918 | Magyar Tudományos Akadémia |                |

### Stella Csillagászati Egyesület
| Címlap | Cím                     | Kiadó                          | Szerkesztők                 |
| ------ | ----------------------- | ------------------------------ | --------------------------- |
|        | Stella Almanach 1925-re | Stella Csillagászati Egyesület | Tass Antal, Wodetzky József |
|        | Stella Almanach 1926-ra | Stella Csillagászati Egyesület | Tass Antal, Wodetzky József |
|        | Stella Almanach 1927-re | Stella Csillagászati Egyesület | Tass Antal, Wodetzky József |
|        | Stella Almanach 1928-ra | Stella Csillagászati Egyesület | Tass Antal, Wodetzky József |
|        | Stella Almanach 1929-re | Stella Csillagászati Egyesület | Tass Antal, Wodetzky József |
|        | Stella Almanach 1930-ra | Stella Csillagászati Egyesület | Tass Antal, Wodetzky József |
|        | Stella Almanach 1931-re | Stella Csillagászati Egyesület | Tass Antal, Wodetzky József |
|        | Stella Almanach 1932-re | Stella Csillagászati Egyesület | Tass Antal, Wodetzky József |

### Királyi Magyar Természettudományi Társulat
| Címlap | Cím                                               | Kiadó    | Szerkesztők |
| ------ | ------------------------------------------------- | -------- | ----------- |
|        | K.M. Természettudományi Társulat Évkönyve 1933-ra | K.M.T.T. |             |
|        | K.M. Természettudományi Társulat Évkönyve 1934-re | K.M.T.T. |             |
|        | K.M. Természettudományi Társulat Évkönyve 1935-re | K.M.T.T. |             |
|        | K.M. Természettudományi Társulat Évkönyve 1936-ra | K.M.T.T. |             |
|        | K.M. Természettudományi Társulat Évkönyve 1937-re | K.M.T.T. |             |
|        | K.M. Természettudományi Társulat Évkönyve 1938-ra | K.M.T.T. |             |
|        | K.M. Természettudományi Társulat Évkönyve 1939-re | K.M.T.T. |             |
|        | K.M. Természettudományi Társulat Évkönyve 1940-re | K.M.T.T. |             |
|        | K.M. Természettudományi Társulat Évkönyve 1941-re | K.M.T.T. |             |
|        | K.M. Természettudományi Társulat Évkönyve 1942-re | K.M.T.T. |             |
|        | K.M. Természettudományi Társulat Évkönyve 1943-ra | K.M.T.T. |             |
|        | K.M. Természettudományi Társulat Évkönyve 1944-re | K.M.T.T. |             |

### Magyar Csillagászati Egyesület
| Címlap | Cím                                    | Kiadó | Szerkesztők                     |
| ------ | -------------------------------------- | ----- | ------------------------------- |
|        | Csillagok Világa Évkönyv az 1947. évre | MCsE  | Kulin György, Kolbenheyer Tibor |
|        | Csillagok Világa Évkönyv az 1948. évre | MCsE  | Kulin György                    |
|        | Csillagok Világa Évkönyv az 1949. évre | MCsE  | Kulin György                    |

### Magyar Természettudományi Társulat
| Címlap | Cím                                 | Kiadó                              | Példányszám |
| ------ | ----------------------------------- | ---------------------------------- | ----------- |
|        | Csillagászati Évkönyv az 1951. évre | Magyar Természettudományi Társulat |             |
|        | Csillagászati Évkönyv az 1952. évre | Magyar Természettudományi Társulat | 1500        |
|        | Csillagászati Évkönyv az 1953. évre | Művelt Nép Könyvkiadó              | 1500        |

### Társadalom és Természettudományi Ismeretterjesztő Társulat - Tudományos Ismeretterjesztő Társulat
| Címlap | Cím                                 | Kiadó                 | Példányszám |
| ------ | ----------------------------------- | --------------------- | ----------- |
|        | Csillagászati Évkönyv az 1954. évre | Művelt Nép Könyvkiadó | 1500        |
|        | Csillagászati Évkönyv az 1955. évre | Művelt Nép Könyvkiadó | 1500        |
|        | Csillagászati Évkönyv az 1956. évre | TTIT                  | 5000        |
|        | Csillagászati Évkönyv az 1957. évre | TTIT                  |             |
|        | Csillagászati Évkönyv az 1958. évre | Gondolat Kiadó        |             |
|        | Csillagászati Évkönyv az 1959. évre | Gondolat Kiadó        |             |
|        | Csillagászati Évkönyv az 1960. évre | Gondolat Kiadó        |             |
|        | Csillagászati Évkönyv az 1961. évre | Gondolat Kiadó        |             |
|        | Csillagászati Évkönyv az 1962. évre | Gondolat Kiadó        |             |
|        | Csillagászati Évkönyv az 1963. évre | Gondolat Kiadó        | 1750        |
|        | Csillagászati Évkönyv az 1964. évre | Gondolat Kiadó        | 1500        |
|        | Csillagászati Évkönyv az 1965. évre | Gondolat Kiadó        | 1500        |
|        | Csillagászati Évkönyv az 1966. évre | Gondolat Kiadó        | 2000        |
|        | Csillagászati Évkönyv az 1967. évre | Gondolat Kiadó        | 2000        |
|        | Csillagászati Évkönyv az 1968. évre | Gondolat Kiadó        | 2000        |
|        | Csillagászati Évkönyv az 1969. évre | Gondolat Kiadó        | 3600        |
|        | Csillagászati Évkönyv az 1970. évre | Gondolat Kiadó        | 2015        |
|        | Csillagászati Évkönyv az 1971. évre | Gondolat Kiadó        | 2700        |
|        | Csillagászati Évkönyv az 1972. évre | Gondolat Kiadó        | 2500        |
|        | Csillagászati Évkönyv az 1973. évre | Gondolat Kiadó        | 4000        |
|        | Csillagászati Évkönyv az 1974. évre | Gondolat Kiadó        | 4000        |
|        | Csillagászati Évkönyv az 1975. évre | Gondolat Kiadó        | 5000        |
|        | Csillagászati Évkönyv az 1976. évre | Gondolat Kiadó        | 7000        |
|        | Csillagászati Évkönyv az 1977. évre | Gondolat Kiadó        | 7500        |
|        | Csillagászati Évkönyv az 1978. évre | Gondolat Kiadó        | 10000       |
|        | Csillagászati Évkönyv az 1979. évre | Gondolat Kiadó        | 10200       |
|        | Csillagászati Évkönyv az 1980. évre | Gondolat Kiadó        | 10000       |
|        | Csillagászati Évkönyv az 1981. évre | Gondolat Kiadó        | 10000       |
|        | Csillagászati Évkönyv az 1982. évre | Gondolat Kiadó        | 8000        |
|        | Csillagászati Évkönyv az 1983. évre | Gondolat Kiadó        | 8000        |
|        | Csillagászati Évkönyv az 1984. évre | Gondolat Kiadó        |             |
|        | Csillagászati Évkönyv az 1985. évre | Gondolat Kiadó        |             |
|        | Csillagászati Évkönyv az 1986. évre | Gondolat Kiadó        |             |
|        | Csillagászati Évkönyv az 1987. évre | Gondolat Kiadó        |             |

### Magyar Csillagászati Egyesület
| Címlap | Cím                                | Kiadó | Szerkesztők                                                  |
| ------ | ---------------------------------- | ----- | ------------------------------------------------------------ |
|        | Meteor Évkönyv 1990.               | MCsE  | Mizser Attila, Taracsák Gábor, Tepliczky István              |
|        | Meteor csillagászati Évkönyv 1991. | MCsE  | Holl András, Mizser Attila, Taracsák Gábor, Tepliczky István |
|        | Meteor csillagászati Évkönyv 1992. | MCsE  | Holl András, Mizser Attila, Taracsák Gábor                   |
|        | Meteor csillagászati Évkönyv 1993. | MCsE  | Holl András, Mizser Attila, Taracsák Gábor                   |
|        | Meteor csillagászati Évkönyv 1994. | MCsE  | Mizser Attila, Taracsák Gábor                                |
|        | Meteor csillagászati Évkönyv 1995. | MCsE  | Holl András, Mizser Attila, Taracsák Gábor                   |
|        | Meteor csillagászati Évkönyv 1996. | MCsE  | Holl András, Mizser Attila, Taracsák Gábor                   |
|        | Meteor csillagászati Évkönyv 1997. | MCsE  | Holl András, Mizser Attila, Taracsák Gábor                   |
|        | Meteor csillagászati Évkönyv 1998. | MCsE  | Benkő József, Holl András, Mizser Attila, Taracsák Gábor     |
|        | Meteor csillagászati Évkönyv 1999. | MCsE  | Benkő József, Holl András, Mizser Attila, Taracsák Gábor     |
|        | Meteor csillagászati Évkönyv 2000. | MCsE  | Benkő József, Holl András, Mizser Attila, Taracsák Gábor     |
|        | Meteor csillagászati Évkönyv 2001. | MCsE  | Mizser Attila, Szabados László, Taracsák Gábor               |
|        | Meteor csillagászati Évkönyv 2002. | MCsE  | Mizser Attila, Szabados László, Taracsák Gábor               |
|        | Meteor csillagászati Évkönyv 2003. | MCsE  | Mizser Attila, Szabados László, Taracsák Gábor               |
|        | Meteor csillagászati Évkönyv 2004. | MCsE  | Mizser Attila, Szabados László, Taracsák Gábor               |
|        | Meteor csillagászati Évkönyv 2005. | MCsE  | Mizser Attila, Szabados László, Taracsák Gábor               |
|        | Meteor csillagászati Évkönyv 2006. | MCsE  | Mizser Attila, Taracsák Gábor                                |
|        | Meteor csillagászati Évkönyv 2007. | MCsE  | Mizser Attila, Taracsák Gábor                                |
|        | Meteor csillagászati Évkönyv 2008. | MCsE  | Benkő József, Mizser Attila                                  |
|        | Meteor csillagászati Évkönyv 2009. | MCsE  | Benkő József, Mizser Attila                                  |
|        | Meteor csillagászati Évkönyv 2010. | MCsE  | Benkő József, Mizser Attila                                  |
|        | Meteor csillagászati Évkönyv 2011. | MCsE  | Benkő József, Mizser Attila                                  |
|        | Meteor csillagászati Évkönyv 2012. | MCsE  | Benkő József, Mizser Attila                                  |
|        | Meteor csillagászati Évkönyv 2013. | MCsE  | Benkő József, Mizser Attila                                  |
|        | Meteor csillagászati Évkönyv 2014. | MCsE  | Benkő József, Mizser Attila                                  |
|        | Meteor csillagászati Évkönyv 2015. | MCsE  | Benkő József, Mizser Attila                                  |
|        | Meteor csillagászati Évkönyv 2016. | MCsE  | Benkő József, Mizser Attila                                  |
|        | Meteor csillagászati Évkönyv 2017. | MCsE  | Benkő József, Mizser Attila                                  |
|        | Meteor csillagászati Évkönyv 2018. | MCsE  | Benkő József, Mizser Attila                                  |
|        | Meteor csillagászati Évkönyv 2019. | MCsE  | Benkő József, Mizser Attila                                  |
|        | Meteor csillagászati Évkönyv 2020. | MCsE  | Benkő József, Mizser Attila                                  |
|        | Meteor csillagászati Évkönyv 2021. | MCsE  | Benkő József, Mizser Attila                                  |
|        | Meteor csillagászati Évkönyv 2022. | MCsE  | Benkő József, Mizser Attila                                  |
|        | Meteor csillagászati Évkönyv 2023. | MCsE  | Benkő József, Mizser Attila                                  |
|        | Meteor csillagászati Évkönyv 2024. | MCsE  | Benkő József, Mizser Attila                                  |
|        | Meteor csillagászati Évkönyv 2025. | MCsE  | Benkő József, Mizser Attila                                  |